# Estação Victor Hugo
Victor Hugo é uma estação da linha 2 do Metrô de Paris, localizada no 16.º arrondissement de Paris.

## História
Inaugurada em 13 de dezembro de 1900, esta estação foi reconstruída em 1931. A estação original, localizada diretamente sob a place Victor-Hugo, apresentava uma curvatura muito pronunciada por ser utilizada sem perigo com os novos trens da época. Foi então decidido de construir uma nova estação em alinhamento, a poucos metros de distância, unicamente na avenue Victor-Hugo ao noroeste da antiga localização.
A estação original, agora abandonada, continua bem visível para os passageiros dos trens que passam por ela. Também é possível de perceber depois da extremidade, próximo a Porte Dauphine, as plataformas da estação atual.
Seu nome é derivado da place Victor Hugo ou da avenue Victor Hugo, que ela serve.
Em 2011, 3 843 966 passageiros entraram nesta estação. Ela viu entrar 3 908 009 passageiros em 2013, o que a coloca na 131ª posição das estações de metrô por sua frequência.

## Serviços aos Passageiros

### Acesso
A estação tem um acesso dotado de uma edícula Guimard na place Victor Hugo.

### Plataformas
Victor Hugo é uma estação de configuração padrão: ela tem duas plataformas laterais, separadas pelas vias do metrô e a abóbada é elíptica. A decoração é do estilo usado para a maioria das estações de metrô: a faixa de iluminação é branca e arredondada no estilo "Gaudin" da renovação do metrô da década de 2000, e as telhas em cerâmica branca biseladas recobrem os pés-direitos, a abóbada e o tímpano. Os quadros publicitários são em faiança de cor de mel e o nome da estação é também em faiança. Os bancos são do estilo "Motte" de cor vermelha. A estação no entanto se distingue pela parte baixa de seus pés-direitos que é vertical e não elíptica.

### Intermodalidade
A estação é servida pelas linhas 52 e 82 da rede de ônibus RATP.

Galeria de fotografias
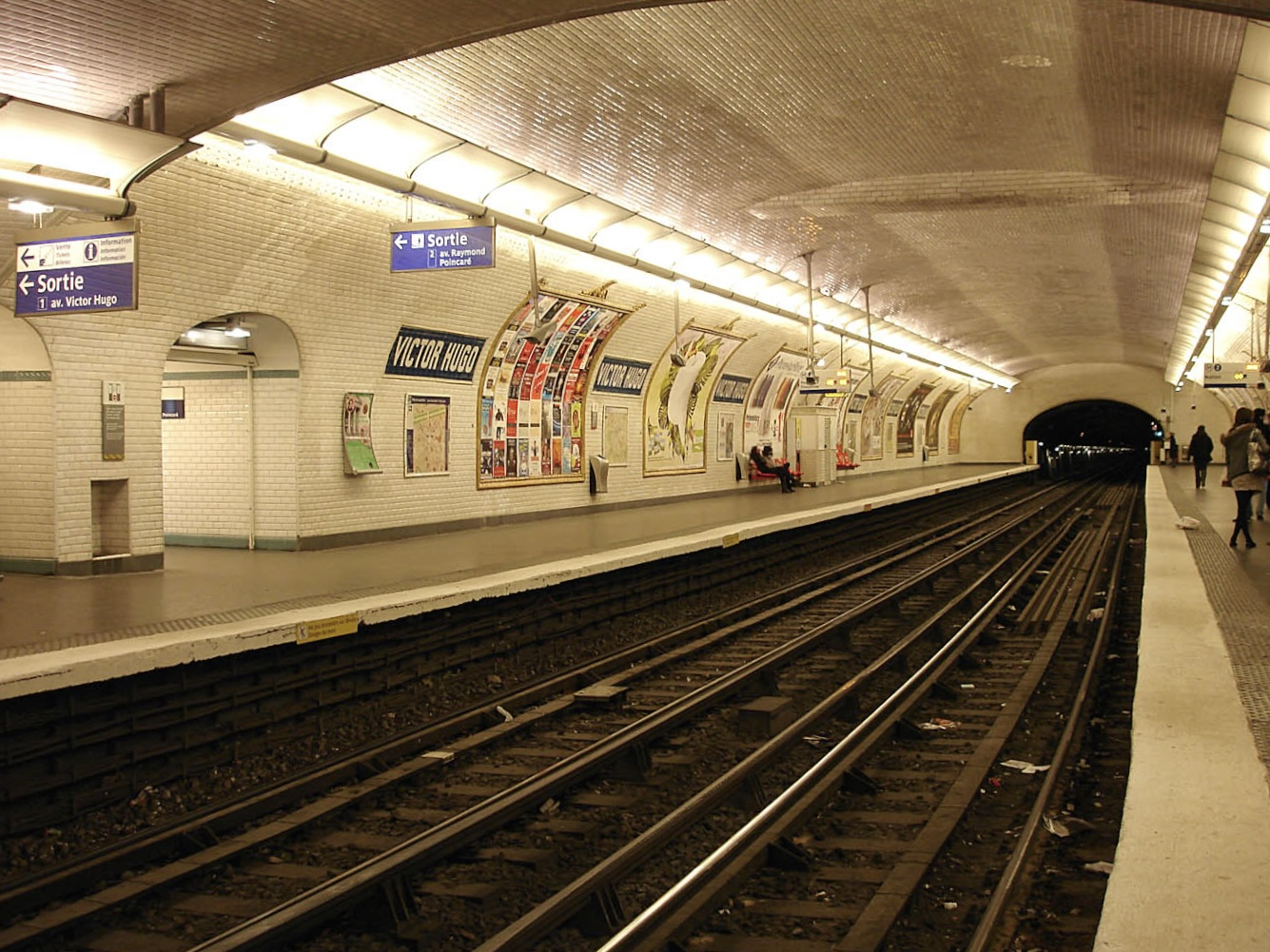
A plataforma da estação, vista para Nation.
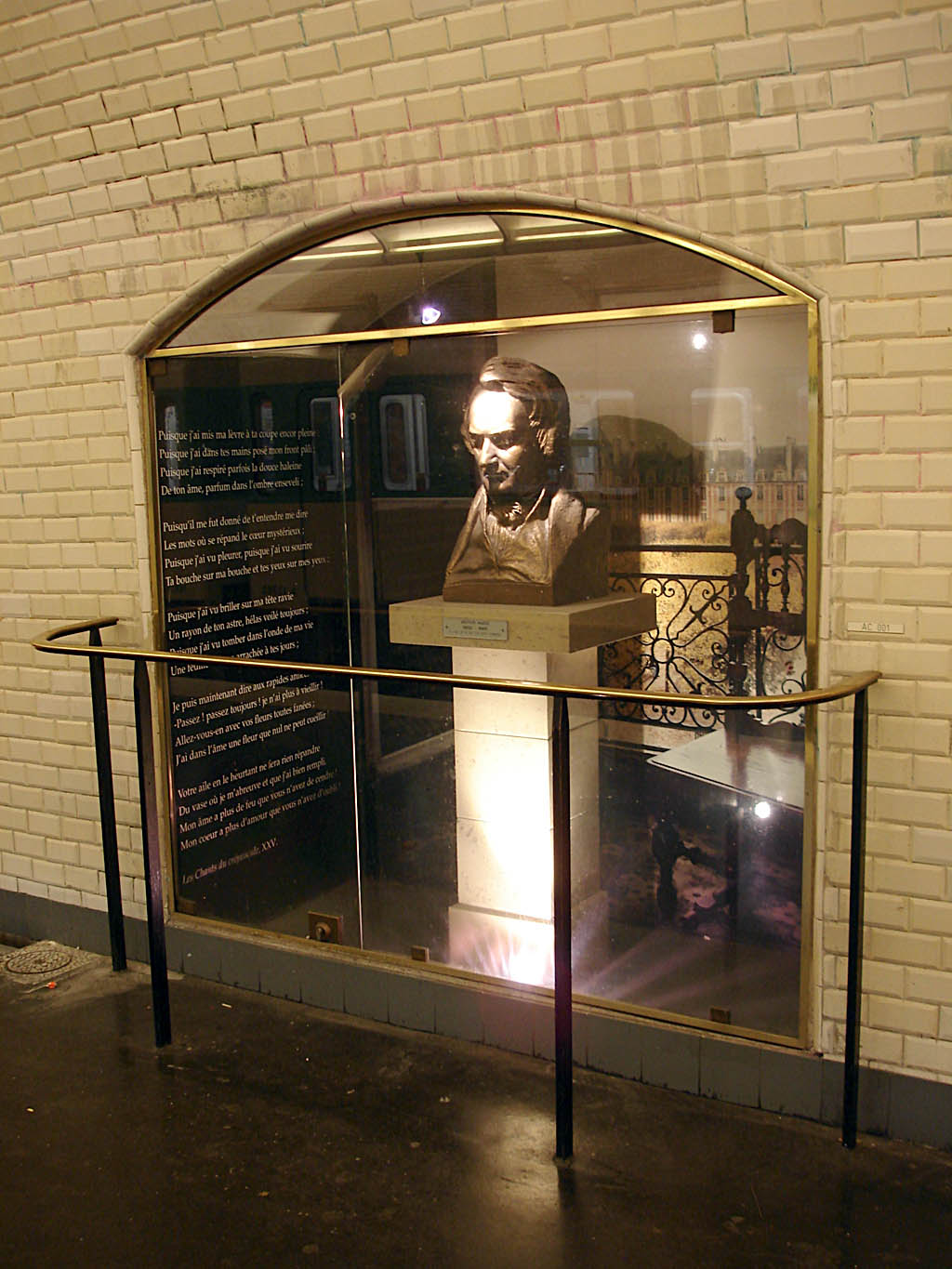
A vitrine dedicada a Victor Hugo.
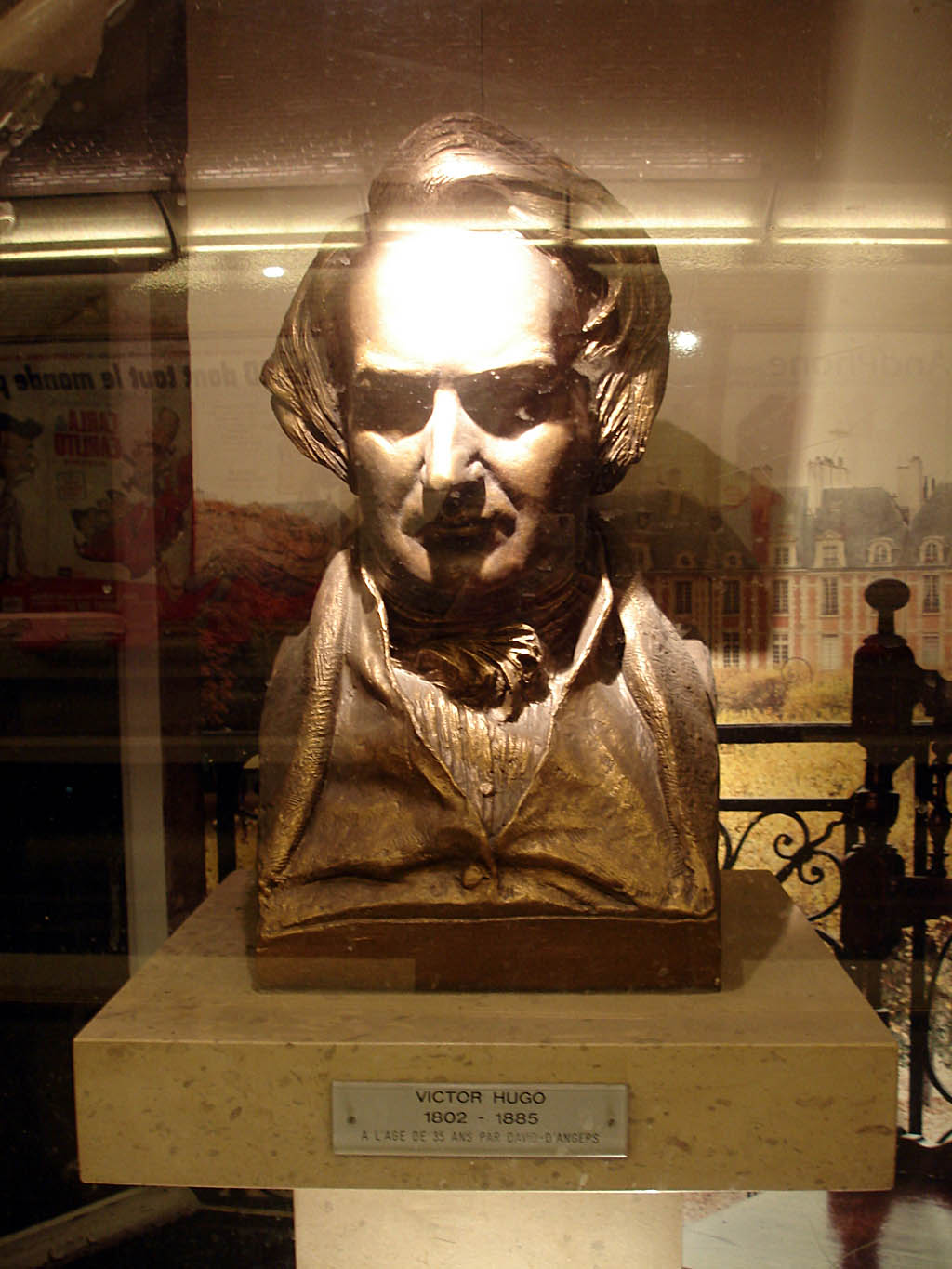
O busto de Victor Hugo.
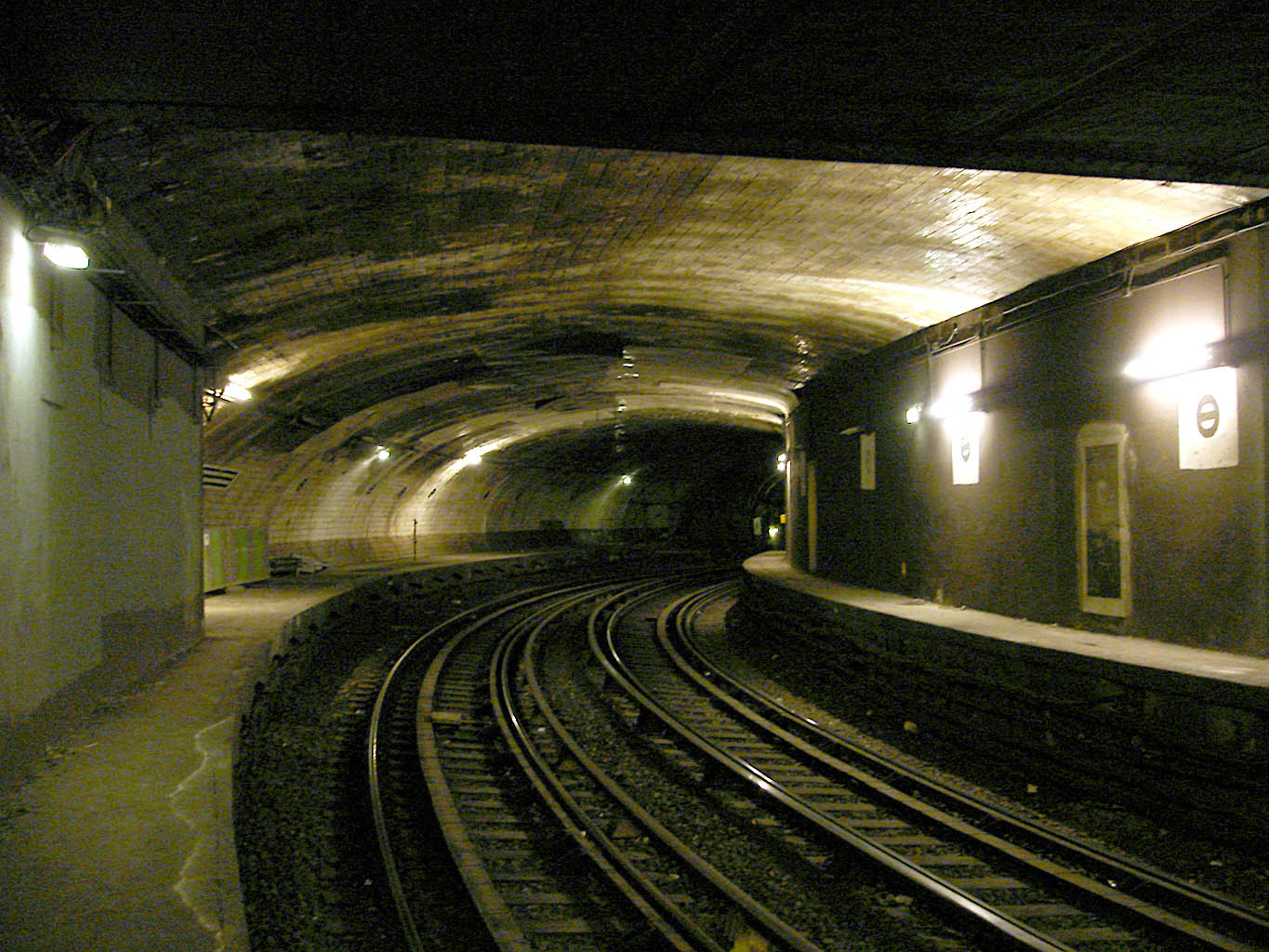
As plataformas da estação em curva, abandonada.